# Thorrington
Thorrington est un village du district de Tendring dans le comté d'Essex. Il est situé à 5 km à l'est de Wivenhoe et 3 km au nord de Brightlingsea.
Sur le côté ouest, le ruisseau Tenpenny délimite la frontière entre les communes de Thorrington et Alresford. À l'endroit où le ruisseau devient le ruisseau Alresford (un affluent de la rivière Colne), se trouve le moulin de Thorrington. C'est un moulin à marée construit en 1831 et maintenant un bâtiment classé de grade II*.
La ligne ferroviaire de Colchester à Clacton passe juste au nord du village mais la gare est actuellement fermée.